# Долішньошепітська сільська рада
До́лішньоше́пітська сільська́ ра́да — адміністративно-територіальна одиниця та орган місцевого самоврядування в Вижницькому районі Чернівецької області. Адміністративний центр — село Долішній Шепіт.

## Загальні відомості
- Населення ради: 2 436 осіб (станом на 2001 рік)

## Населені пункти
Сільській раді були підпорядковані населені пункти:
- с. Долішній Шепіт
- с. Лекечі
- с. Лопушна
- с. Фальків

## Склад ради
Рада складалася з 16 депутатів та голови.
- Голова ради: Жебчук Юрій Дмитрович
- Секретар ради: Косован Любов Миколаївна

### Керівний склад попередніх скликань
| Прізвище, ім'я, по батькові | Основні відомості                                                                          | Дата обрання | Дата звільнення |
| --------------------------- | ------------------------------------------------------------------------------------------ | ------------ | --------------- |
| Жебчук Юрій Дмитрович       | Сільський голова, 1969 року народження, освіта вища, безпартійний                          | 26.03.2006   | 31.10.2010      |
| Жебчук Юрій Дмитрович       | Сільський голова, 1969 року народження, освіта вища, член політичної партії «Наша Україна» | 31.10.2010   |                 |

Примітка: таблиця складена за даними сайту Верховної Ради України

### Депутати
За результатами місцевих виборів 2010 року депутатами ради стали:

#### За суб'єктами висування
| Суб'єкт висування | Кількість обраних депутатів | %   |
| ----------------- | --------------------------- | --- |
| Самовисування     | 16                          | 100 |

#### За округами
| № округу | Прізвище, ім'я, по батькові        | Дата визнання обраним | Освіта             | Партійна приналежність                        | Відомості про обраного депутата                         |
| -------- | ---------------------------------- | --------------------- | ------------------ | --------------------------------------------- | ------------------------------------------------------- |
| 1        | Стратій Михайло Олексійович        | 03.11.2010            | середня            | позапартійний                                 | тимчасово не працює                                     |
| 2        | Ленца Маргаріта Іванівна           | 03.11.2010            | вища               | позапартійна                                  | тимчасово не працює                                     |
| 3        | Косован Любов Миколаївна           | 03.11.2010            | середня            | позапартійна                                  | Долішньошепітська сільська рада, секретар               |
| 4        | Роман Юлія Михайлівна              | 03.11.2010            | середня спеціальна | позапартійна                                  | Долішньошепітська сільська рада, бухгалтер-касир        |
| 5        | Гузак Олександр Васильович         | 03.11.2010            | вища               | позапартійний                                 | приватний підприємець                                   |
| 6        | Перепелиця Магдалина Костянтинівна | 03.11.2010            | вища               | позапартійна                                  | приватний підприємець                                   |
| 7        | Жебчук Михайло Васильович          | 03.11.2010            | середня            | позапартійний                                 | приватний підприємець                                   |
| 8        | Нестерюк Ілля Палійович            | 03.11.2010            | середня спеціальна | позапартійний                                 | тимчасово не працює                                     |
| 9        | Токар Ілля Іванович                | 03.11.2010            | середня спеціальна | позапартійний                                 | ПП «Дімбуддрев», робітник                               |
| 10       | Олексюк Дмитро Михайлович          | 03.11.2010            | середня спеціальна | позапартійний                                 | Долішньошепітська сільська рада, інженер-землевпорядник |
| 11       | Купровський Володимир Васильович   | 03.11.2010            | вища               | позапартійний                                 | Гірсько-Кутське лісництво, майстер лісу                 |
| 12       | Вакалюк Ярослав Богданович         | 03.11.2010            | середня спеціальна | позапартійний                                 | Долішньошепітське лісництво, тракторист                 |
| 13       | Боднарашек Іван Миколайович        | 03.11.2010            | середня спеціальна | позапартійний                                 | Гірсько-Кутське лісництво, майстер лісу                 |
| 14       | Гузак Олексій Іванович             | 03.11.2010            | середня спеціальна | член Всеукраїнського об'єднання «Батьківщина» | приватний підприємець                                   |
| 15       | Чорней Тетяна Максимівна           | 03.11.2010            | середня            | позапартійна                                  | Долішньошепітська сільська рада, діловод                |
| 16       | Олексюк Олена Аврелівна            | 03.11.2010            | середня спеціальна | позапартійна                                  | фельдшерсько-акушерський пункт с. Фальків, фельдшер     |

## Населення
Згідно з переписом УРСР 1989 року чисельність наявного населення сільської ради становила 2408 осіб, з яких 1151 чоловік та 1257 жінок.
За переписом населення України 2001 року в сільській раді мешкало 2415 осіб.

### Мова
Розподіл населення за рідною мовою за даними перепису 2001 року:
| Мова       | Відсоток |
| ---------- | -------- |
| українська | 98,85 %  |
| російська  | 0,57 %   |
| білоруська | 0,21 %   |
| румунська  | 0,21 %   |
| молдовська | 0,08 %   |
| польська   | 0,08 %   |